# Steve Shields
Steven Charles "Steve" Shields, född 19 juli 1972, är en kanadensisk-amerikansk före detta professionell ishockeymålvakt som tillbringade tio säsonger i den nordamerikanska ishockeyligan National Hockey League, där han spelade för ishockeyorganisationerna Buffalo Sabres, San Jose Sharks, Mighty Ducks of Anaheim, Boston Bruins, Florida Panthers och Atlanta Thrashers. Han släppte in i genomsnitt 2,67 mål per match och hade en räddningsprocent på .907 samt tio nollor (inte släppt in ett mål under en match) på 246 grundspelsmatcher. Shields spelade på lägre nivåer för Rochester Americans, Chicago Wolves och Houston Aeros i American Hockey League (AHL), South Carolina Stingrays i ECHL och Michigan Wolverines (University of Michigan) i National Collegiate Athletic Association (NCAA).
Han draftades i femte rundan i 1991 års draft av Buffalo Sabres som 101:a spelare totalt.
Efter karriären har han varit målvaktstränare åt Michigan Tech Huskies (2011-2013) och Florida Panthers (2013-2014) och assisterande tränare åt Michigan Wolverines sedan 2015.